# Léon Hornecker
Léon Hornecker   (Estrasburg, 13 de juny de 1864 - París, 9 de gener de 1924) va ser un pintor alsacià de paisatges i retrats.

## Vida i obra

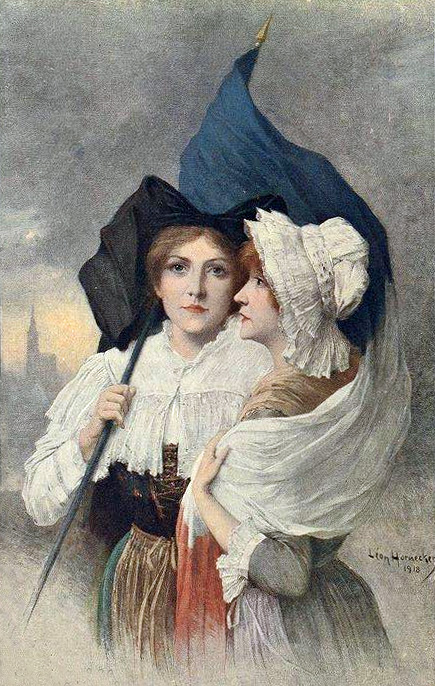
La Patrie retrouvée, 1919)

Va mostrar una aptitud per als oficis artístics de ben jove i va ser aprenent al taller de vidre dels germans Ott. Al mateix temps, va assistir a classes nocturnes de dibuix en una escola d'arts i manualitats on va impressionar els seus professors i va rebre una beca, començant els seus estudis a l'Acadèmia de Belles Arts de Múnic el 1883. Va fer diversos viatges d'estudis a Holanda, on va ser influenciat pels vells mestres, i es va graduar el 1888, després del qual va tornar a Estrasburg.
El 1889, la ciutat d'Estrasburg va contractar Anton Seder (de l'Acadèmia de Múnic) per ser director de l’ École supérieure des arts décoratifs de Strasbourg. Com a antic alumne de Munic, Hornecker aviat hi va trobar feina. Va ensenyar dibuix i anatomia, però va obtenir poc plaer de l'ensenyament i finalment va ser acomiadat. A partir d'aquest moment, va dirigir la seva atenció a França, més que a Alemanya i esdevingué membre del Cercle de Saint-Léonard, un grup dedicat a la promoció de la cultura alsaciana, fundat per Charles Spindler i Anselme Laugel.
El 1894, els seus encàrrecs havien augmentat fins al punt que va requerir un taller més gran i, el 1899, es va poder casar. Un dels seus fills, Adrien, es va convertir en un escultor de certa mena.

### A París
Les creixents tensions polítiques a Alsàcia el van portar finalment a abandonar casa seva el 1906. Al principi es va quedar amb amics i després, el 1908, es va traslladar a París. Malauradament, la seva obra es considerava una mica antiquada allà i va atreure pocs clients. El seu anhel d'Alsàcia era fort. Va decorar el seu estudi per semblar-se a una fonda alsaciana i va freqüentar les tavernes on es reunien els alsacians.
Durant la Primera Guerra Mundial, va mantenir contacte amb molts refugiats alsacians notables. Acabada la guerra, va tornar a Estrasburg, però havia aparegut una nova generació d'artistes i no va poder encaixar-hi. Va morir a casa seva l'any 1924. Un carrer del barri d'Elsau d'Estrasburg va rebre el seu nom el 1969.